# Condado de Rush (Indiana)
El condado de Rush (en inglés: Rush County) es un condado en el estado estadounidense de Indiana. En el censo de 2000 el condado tenía una población de 18 261 habitantes. La sede de condado es Rushville. El condado fue fundado en 1822 y fue nombrado en honor a Benjamin Rush, uno de los firmantes de la Declaración de Independencia de los Estados Unidos.

## Geografía
Según la Oficina del Censo, el condado tiene un área total de 1058 km² (409 sq mi), de la cual 1057 km² (408,4 sq mi) es tierra y 1 km² (0,6 sq mi) (0,08%) es agua.

### Condados adyacentes
- Condado de Henry (norte)
- Condado de Fayette (este)
- Condado de Franklin (sureste)
- Condado de Decatur (sur)
- Condado de Shelby (oeste)
- Condado de Hancock (noroeste)

## Autopistas importantes
- U.S. Route 52
- Ruta Estatal de Indiana 3
- Ruta Estatal de Indiana 44
- Ruta Estatal de Indiana 244

## Demografía
En el  censo de 2000, hubo 18 261 personas, 6923 hogares y 5046 familias residiendo en el condado. La densidad poblacional era de 45 personas por milla cuadrada (17/km²). En el 2000 había 7337 unidades habitacionales en una densidad de 18 por milla cuadrada (7/km²). La demografía del condado era de 97,69% blancos, 0,60% afroamericanos, 0,16% amerindios, 0,47% asiáticos, 0,02% isleños del Pacífico, 0,25% de otras razas y 0,82% de dos o más razas. 0,50% de la población era de origen hispano o latino de cualquier raza. 
La renta promedio para un hogar del condado era de $38 152 y el ingreso promedio para una familia era de $42 633. En 2000 los hombres tenían un ingreso medio de $32 491 versus $22 101 para las mujeres. La renta per cápita para el condado era de $17 997 y el 7,30% de la población estaba bajo el umbral de pobreza nacional.

## Ciudades y pueblos
| - Arlington - Carthage - Falmouth | - Glenwood - Homer - Manilla | - Mays - Milroy - Moscow | - Richland - Rushville |